# Hoplandrothrips angustatus
Hoplandrothrips angustatus är en insektsart som beskrevs av Ian A. Hood 1927. Hoplandrothrips angustatus ingår i släktet Hoplandrothrips och familjen rörtripsar. Inga underarter finns listade i Catalogue of Life.